# Conopophaga cearae
Il mangiamoscerini del Ceará o moschiniere della caatinga (Conopophaga cearae Cory, 1916) è un uccello passeriforme della famiglia Conopophagidae.

## Descrizione

### Dimensioni
Misura 11,5-14 cm di lunghezza.

### Aspetto
Si tratta di uccelletti dall'aspetto massiccio e paffuto, muniti di grossa testa appiattita che sembra incassata direttamente nel torso, becco conico piuttosto corto e appuntito, ali corte e arrotondate, coda corta e squadrata e forti zampe allungate: nel complesso, il moschiniere della caatinga ricorda molto il moschiniere rossiccio, dal quale si differenzia per la coda più corta, la colorazione più vivida e chiara di area ventrale (dove manca l'area chiara fra gola e petto, tipica della specie rossiccia) e vertice, oltre che della banda nucale, soprattutto nelle femmine.
Il piumaggio è di color bruno-ruggine su fronte, vertice e nuca, albicocca sul resto della faccia, i lati del collo e il petto, digradando nel bruno sui fianchi: anche dorso, ali e coda sono bruni, con tendenza a scurirsi sulle estremità di queste ultime due parti, mentre il sottocoda e la parte centrale del ventre sono di colore bianco. Dalla parte posteriore dell'occhio parte una banda biancastra che raggiunge la nuca, mentre fra i lati del becco e la parte anteriore dell'occhio è presente una sottile mascherina di colore bruno.nerastro.

Il dimorfismo sessuale è evidente, con femmine dalla colorazione più spenta, soprattutto nell'area ventrale (che è bruna-beige anziché tendente all'arancio): anche la banda nucale è più sottile e tendente al grigiastro piuttosto che al bianco.
In ambedue i sessi il becco è di colore nero-bluastro superiormente, mentre inferiormente esso conserva questa colorazione solo sulla punta, essendo per il resto di color grigio-perla: le zampe sono anch'esse di colore nero-bluastro, mentre gli occhi sono di colore bruno scuro.

## Biologia
Si tratta di uccelli diurni, che vivono da soli o in coppie, passando gran parte del proprio tempo nei pressi del suolo, appollaiati su rami molto bassi dei cespugli in attesa del passaggio di potenziali prede, sulle quali si avventano velocemente in volo, per poi far ritorno al proprio posatoio e rimettersi in attesa.

### Alimentazione
Sebbene manchino dati sull'alimentazione di questi uccelli, si presume che essa (similmente agli altri moschinieri) si componga perlopiù di piccoli invertebrati e sporadicamente di bacche e piccoli frutti.

### Riproduzione
Trattandosi di una specie istituita solo recentemente e pertanto ancora non studiata nel dettaglio, mancano informazioni sulla riproduzione del mangiamoscerini del Ceará, la quale tuttavia molto verosimilmente segue gli stessi pattern osservabili nelle specie congeneri.

## Distribuzione e habitat
Come intuibile dal nome comune, il mangiamoscerini del Ceará è endemico del Brasile, del quale tuttavia non occupa il solo Ceará (ad est dell'area di Caturité, nel Norte Cearense), ma è localmente diffuso nelle enclave di foresta pluviale della Caatinga fino all'Alagoas.
L'habitat di questi uccelli è rappresentato dalla caatinga, e più specificatamente dalla sua variante collinare sempreverde (nota in portoghese brasiliano col nome di brejo).

## Tassonomia
Fino a tempi recenti il mangiamoscerini del Ceará è stato considerato una sottospecie del moschiniere rossiccio, col nome di C. lineata cearae: sebbene le due popolazioni non differiscano moltissimo nell'aspetto e nella livrea, e praticamente per nulla nei richiami, fra le due è presente una certa distanza a livello genetico (la presente specie sarebbe un sister taxon di C. peruviana), sufficiente a decretarne la divisione in specie a sé stante di C. cearae.